# Jordan EJ14
El Jordan EJ14 fue un monoplaza utilizado por el equipo Jordan para competir en la temporada 2004 de Fórmula 1. El coche en sí no era un automóvil totalmente nuevo; en cambio, fue una mejora importante del EJ13 no competitivo del año anterior. El chasis se modificó y se combinó con un nuevo paquete aerodinámico y un motor Cosworth con motor Ford más potente. También tuvo un retorno al diseño de suspensión de una sola quilla. Sin embargo, el pequeño presupuesto del equipo significaba que se realizaban pocas o ninguna prueba de los autos, tanto antes de la temporada como durante la misma. Como era de esperar, el coche era tan poco competitivo como su predecesor. La falta de velocidad se atribuyó a la falta de potencia proveniente del motor Cosworth, que según el equipo no era el mismo que el utilizado por Jaguar, el equipo de trabajo de Ford.
El equipo acababa de sobrevivir a las vacaciones de invierno después de la temporada 2003, y cuando el EJ14 rompió la tapa por primera vez, llevaba el mensaje «Lazarus», refiriéndose a la resurrección de los muertos del equipo. Durante el resto de la temporada, el coche funcionaría con varios mensajes de paz en el motor. Estos incluyen una paloma en el Gran Premio de Australia de 2004, y una foto de Ayrton Senna en el GP de San Marino, para conmemorar el décimo aniversario de su muerte. Las imágenes cambiantes fueron elegidas por el gobierno de Baréin, que compró espacio de patrocinio en la cubierta del motor del equipo para celebrar el primer Gran Premio de Baréin.

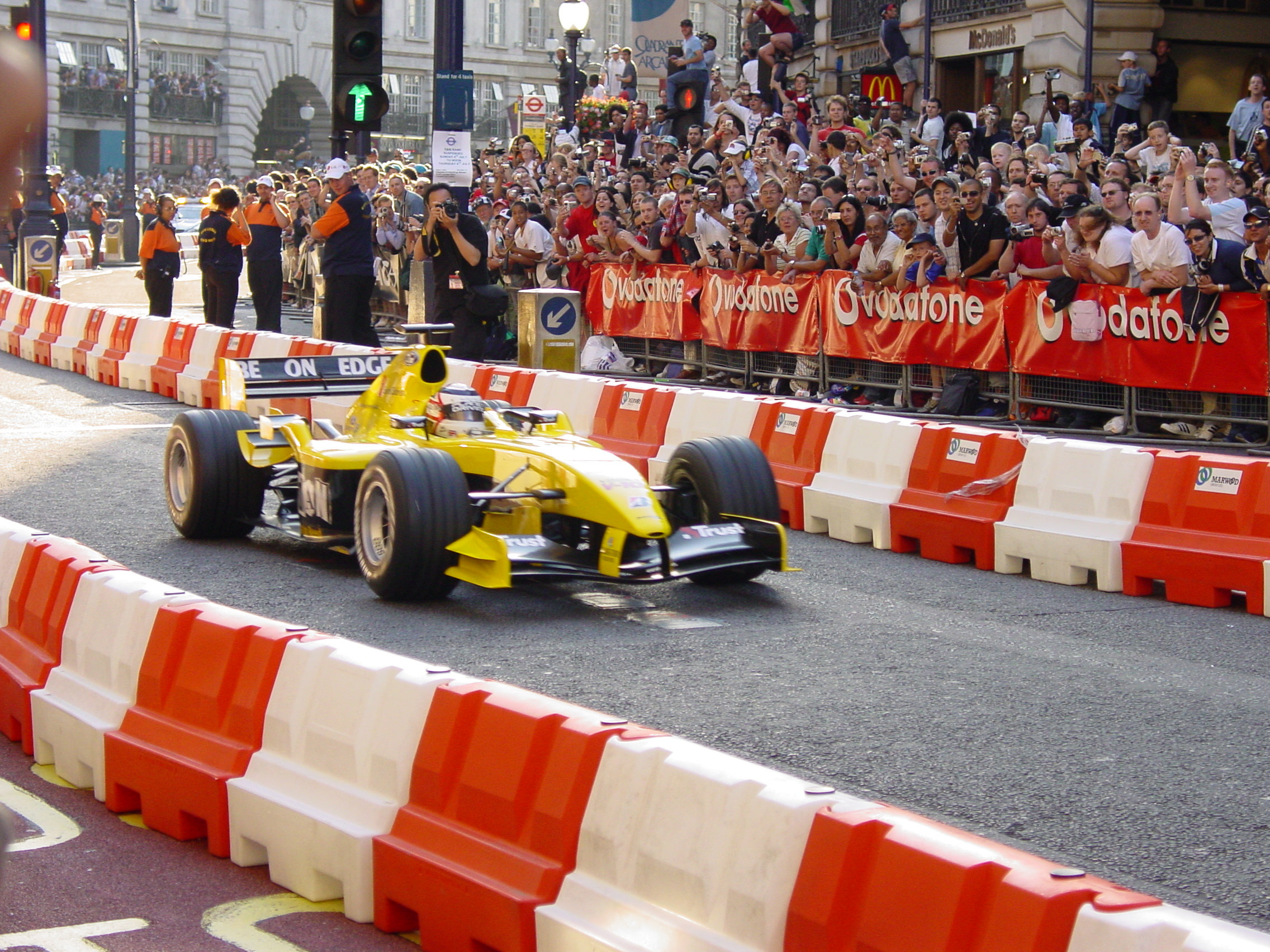
Nigel Mansell exhibiendo el EJ14 en las calles de Londres en los días previos al Gran Premio de Gran Bretaña de 2004.

Fue conducido por Nick Heidfeld, que fue cambiado con Sauber a favor de Giancarlo Fisichella y el piloto de Fórmula 3000 Giorgio Pantano. El alemán fue elegido por su habilidad, y el italiano recibió un impulso principalmente porque tenía patrocinadores que contribuirían con dinero para el equipo. Se esperaba que el desempleado Jos Verstappen ocupara el segundo lugar, pero el acuerdo para que él manejara fracasó. En Canadá, Pantano fue reemplazado por el alemán Timo Glock, ya que los patrocinadores del piloto italiano no pudieron pagar su viaje a tiempo. Glock pasó a anotar dos puntos en esa carrera después de que los dos pilotos Williams y Toyota fueran descalificados por infracciones en los conductos de los frenos. El alemán luego reemplazaría a Pantano para siempre en las últimas tres rondas, cuando quedó claro que el italiano no podría pagar por su asiento por más tiempo.
Lamentablemente, el presupuesto del equipo era muy pequeño, lo que afecta directamente su rendimiento. Benson & Hedges fueron los patrocinadores principales, y solo los patrocinadores más pequeños como Trust contribuyeron con pequeñas cantidades de dinero al presupuesto del equipo. La falta de pruebas y desarrollo, más la necesidad de contar con conductores que pudieran pagar su asiento, en lugar de ser hábiles, afectó los resultados del equipo.
El rendimiento y la confiabilidad del monoplaza fueron generalmente pobres durante todo el año. Se anotaron un total de 5 puntos durante todo el año. Heidfeld condujo magníficamente al séptimo lugar en Mónaco, y ambos Jordan fueron promovidos al séptimo y octavo puesto después del GP de Canadá debido a que varios pilotos fueron descalificados. Sin embargo, todavía era la primera vez en la historia del equipo que no se había logrado un resultado entre los seis primeros. Hubo otras oportunidades para anotar puntos, pero la mala suerte y la poca confiabilidad privaron al equipo de estas oportunidades. Lo más notable es que el alemán corría con fuerza en Estados Unidos. Repleto de matanzas, y buscaba puntos cuando su motor falló. También se pudieron haber anotado puntos en Bélgica, pero ambos pilotos estuvieron involucrados en accidentes, con Pantano fuera en la vuelta 1, y Heidfeld terminando 10º, pero 5 vueltas abajo. De vez en cuando los Jordans podían luchar con otros equipos, notablemente Sauber, pero más comúnmente Jaguar y Toyota. Pero en su mayor parte, los EJ14 pasarían su tiempo corriendo detrás de la mayor parte del campo, delante de los Minardi.
El futuro del equipo se puso en duda al final de la temporada cuando Ford anunció que se retiraría de la Fórmula 1, dejando al equipo sin motores para el año siguiente. Por un tiempo pareció que el equipo cerraría inmediatamente después de la última carrera de la temporada. Solo un acuerdo tardío para ejecutar motores Toyota para 2005 salvó al equipo.

## Resultados

### Fórmula 1
(Clave) (negrita indica pole position) (cursiva indica vuelta rápida)

| Año     | Motor                 | Neu. | N.º | Pilotos         | 1   | 2   | 3   | 4   | 5   | 6   | 7   | 8   | 9   | 10  | 11  | 12  | 13  | 14  | 15  | 16  | 17  | 18  | Puntos | Pos. |
| ------- | --------------------- | ---- | --- | --------------- | --- | --- | --- | --- | --- | --- | --- | --- | --- | --- | --- | --- | --- | --- | --- | --- | --- | --- | ------ | ---- |
| 2004    | Ford Cosworth RS2 V10 | B    |     |                 | AUS | MYS | BHR | SMR | ESP | MON | EUR | CAN | USA | FRA | GBR | GER | HUN | BEL | ITA | CHN | JPN | BRA | 5      | 9.º  |
| 2004    | Ford Cosworth RS2 V10 | B    | 18  | Nick Heidfeld   | Ret | Ret | 15  | Ret | Ret | 7   | 10  | 8   | Ret | 16  | 15  | Ret | 12  | 11  | 14  | 13  | 13  | Ret | 5      | 9.º  |
| 2004    | Ford Cosworth RS2 V10 | B    | 19  | Giorgio Pantano | 14  | 13  | 16  | Ret | Ret | Ret | 13  |     | Ret | 17  | Ret | 15  | Ret | Ret | Ret |     |     |     | 5      | 9.º  |
| 2004    | Ford Cosworth RS2 V10 | B    | 19  | Timo Glock      |     |     |     |     |     |     |     | 7   |     |     |     |     |     |     |     | 15  | 15  | 15  | 5      | 9.º  |
| Fuente: |                       |      |     |                 |     |     |     |     |     |     |     |     |     |     |     |     |     |     |     |     |     |     |        |      |